# Abraham-Lincoln-Straße 4 (Weimar)

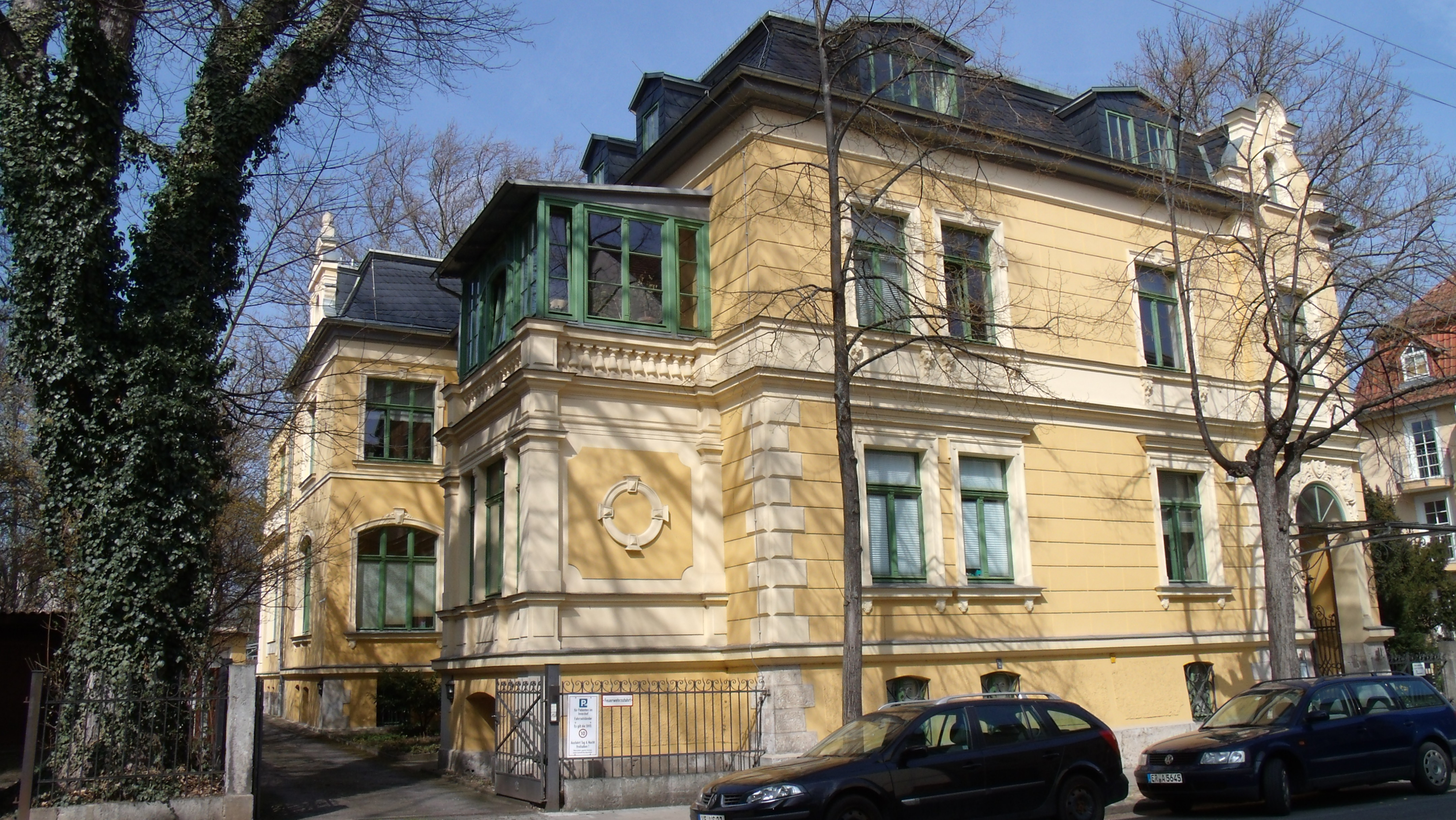
Abraham-Lincoln-Straße 4

Das Haus Abraham-Lincoln-Straße 4 in Weimar ist eine denkmalgeschützte Villa im Stile der Neorenaissance. Zur Zeit seiner Erbauung hieß die Abraham-Lincoln-Straße Gartenstraße.

## Geschichte
Die Villa entstand 1898/99 nach einem Entwurf des Architekten Max Hickethier für den Rentier und Bauunternehmer Friedrich Gundermann. Eine Erweiterung erfolgte 1902 nach den Plänen von Rudolf Zapfe. Der zweigeschössige verputzte Ziegelbau, geböschtem Sockel ist durch die verdachten Fensterrahmen hervorgehoben. Der Hauseingang ist seitlich angeordnet, was für die Weimarer Villen eher untypisch ist. Das Portal ist über dem Rundbogen reich verziert mit und mit einem Initialbuchstaben „G“ in einem Schild versehen, dem Anfangsbuchstaben des Erstbesitzers. Dieser war der Baron von Goeben. Dieser wird durch zwei weibliche geflügelte Genien flankiert. Die westliche Seite hat eine Veranda mit Balkon, die östliche einen Balkon mit einer Metallgitterbrüstung. Zapfes Anbau von 1902 wurde dem bestehenden Formenbestand des Vorderhauses angepasst. Das Gebäude wurde genutzt von 1949 bis 2004 als Berufsschule. Im Jahre 2006 erfolgte eine Sanierung. An dem gärtnerisch gestalteten Grundstück befindet sich ein Metallgitterzaun.